# Lielupe
Lielupe je řeka v Lotyšsku. Je 119 km dlouhá. Povodí má rozlohu 17 600 km².

## Průběh toku
Vzniká soutokem řek Mēmele a Mūsa, které obě pramení v Litvě. Je považována za pokračování řeky Mūša. Protéká Středolotyšskou nížinou. Na dolním toku teče v délce 30 km podél pobřeží Rižského zálivu. Ústí poté právě do něj a jedním ramenem také do Daugavy.

## Vodní režim
Zdroj vody je sněhový a dešťový. Průměrný roční průtok vody ve vzdálenosti 110 km od ústí činí 63 m³/s. Zamrzá v prosinci a rozmrzá na konci března. V zimě se při oteplení nezřídka vyskytují ledové zátarasy a v létě zase povodně způsobené dešti.

## Přítoky
- Levé:

| Hydrologické pořadí | Řeka    | Délka (km) | Povodí (km²) | Vzdálenost od ústí (km) | Ústí kde | Koordináty ústí                  |
| ------------------- | ------- | ---------- | ------------ | ----------------------- | -------- | -------------------------------- |
| 41010001            | Mūsa    | 157,3      | 5462,6       | 120,5                   | Bauska   |                                  |
|                     | Kaucīte | 13         | 28,6         | ~116                    |          | 56°24′15″ s. š., 24°8′6″ v. d.   |
| 40010010            | Īslīce  | 60,7       | 620,5        | 98,2                    | Īslīces  | 56°31′24″ s. š., 23°59′15″ v. d. |
| 40010110            | Svitene | 68,6       | 417,9        | 82,2                    |          |                                  |
| 40010160            | Sesava  | 52,9       | 245,7        | 78,0                    |          |                                  |
| 40010170            | Vircava | 72,0       | 440,6        | 73,3                    |          |                                  |
| 40010250            | Platone | 67,4       | 490,0        | 72,1                    |          |                                  |
| 40010320            | Svēte   | 118,0      | 490,0        | 60,9                    |          |                                  |

- Pravé:

| Hydrologické pořadí | Řeka   | Délka (km) | Povodí (km²) | Vzdálenost od ústí (km) | Ústí kde | Koordináty ústí |
| ------------------- | ------ | ---------- | ------------ | ----------------------- | -------- | --------------- |
| 42010001            | Mēmele | 199,3      | 4047,0       | 120,5                   | Bauska   |                 |
| 40010090            | Iecava | 136,7      | 1225,3       | 85,7                    |          |                 |
| 40010310            | Misa   | 96,6       | 1035,7       | 66,1                    |          |                 |

## Osídlení
Vodní doprava na řece je možná. Na řece leží město Jelgava a na dolním toku řada přímořských lázní nedaleko Rigy, z nichž je nejvýznačnější Jūrmala.

## Jazykové souvislosti
Jméno řeky je vytvořeno ze základů liels - veliký a upe - řeka.